# لستر بنگز
لستر بنگز (انگلیسی: Lester Bangs؛ ۱۴ دسامبر ۱۹۴۸ – ۳۰ آوریل ۱۹۸۲) روزنامه‌نگار، منتقد و نویسنده موسیقی راک، و موسیقی‌دان اهل ایالات متحده آمریکا بود. او برای مجله‌های رولینگ استون و کرییم می‌نوشت و از برجسته‌ترین منتقدان روزگار خود بود که تأثیر بسزایی بر جریان نقد موسیقی راک گذاشت.
جیم دیروجاتیس موسیقی‌شناس و ژورنالیست آمریکایی لستر بنگز را برترین منتقد موسیقی راک در آمریکا دانسته است.